# Onkel Wanja
Onkel Wanja (russisch Дядя Ваня, Djadja Wanja) ist ein Drama in vier Akten von Anton Tschechow.

## Entstehung und erste Aufführungen
Anton Tschechow schrieb sein Stück Onkel Wanja um 1896. Er hat dazu seine bereits 1889 uraufgeführte Komödie Der Waldschrat, die allerdings beim Publikum nicht gut angekommen war, umgearbeitet. Die Hauptpersonen sind dieselben geblieben, wobei der Waldschrat, damals noch nicht Arzt, sondern „Gutsbesitzer mit medizinischer Ausbildung“, das Vorbild des späteren Dr. Ástrow war. In der ursprünglichen Komödie erschießt sich Wanja im dritten Akt aus Verzweiflung über sein sinnlos gewordenes Leben, dafür wird am Ende die Liebe der engelhaften Sonja zu dem Waldschrat unter dem Jubel und den Bravo-Rufen der anderen Mitspieler glücklich erwidert.
Nachdem Tschechows Onkel Wanja ab 1897 zuerst schon in verschiedenen Provinztheatern gespielt worden war, fand schließlich die eigentliche Uraufführung in Moskau am 26. Oktober 1899 im Moskauer Künstlertheater statt. Stanislawski führte Regie und spielte selbst den Astrow nach den Anweisungen Tschechows: „Er soll elegant und sensibel auftreten, aber ohne echte Leidenschaft.“ Olga Knipper, Tschechows spätere Frau, spielte die Jeléna.
Schon im März 1900 erbat sich Rainer Maria Rilke den Text, um ihn zu übersetzen, nachdem er zuvor schon Die Möwe ins Deutsche übertragen hatte. Diese Übersetzungen sind allerdings verschollen. 1902 entstanden dann unabhängig voneinander zwei weitere Übersetzungen, und 1903 fanden erste, allerdings weitgehend erfolglose deutschsprachige Aufführungen in München und 1904 weitere in Berlin statt. Erst 1926 konnte das Stück die Kritiker in Berlin begeistern.

## Handlung

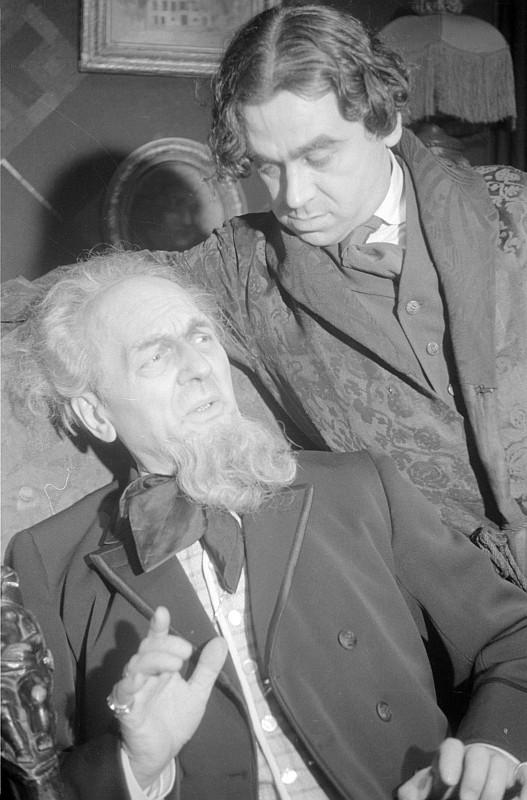
Paul Bildt als Prof. Serebrjakow (links) und Walter Richter als Iwán Petrówitsch Wojnízkij (rechts), Deutsches Theater Berlin 1945

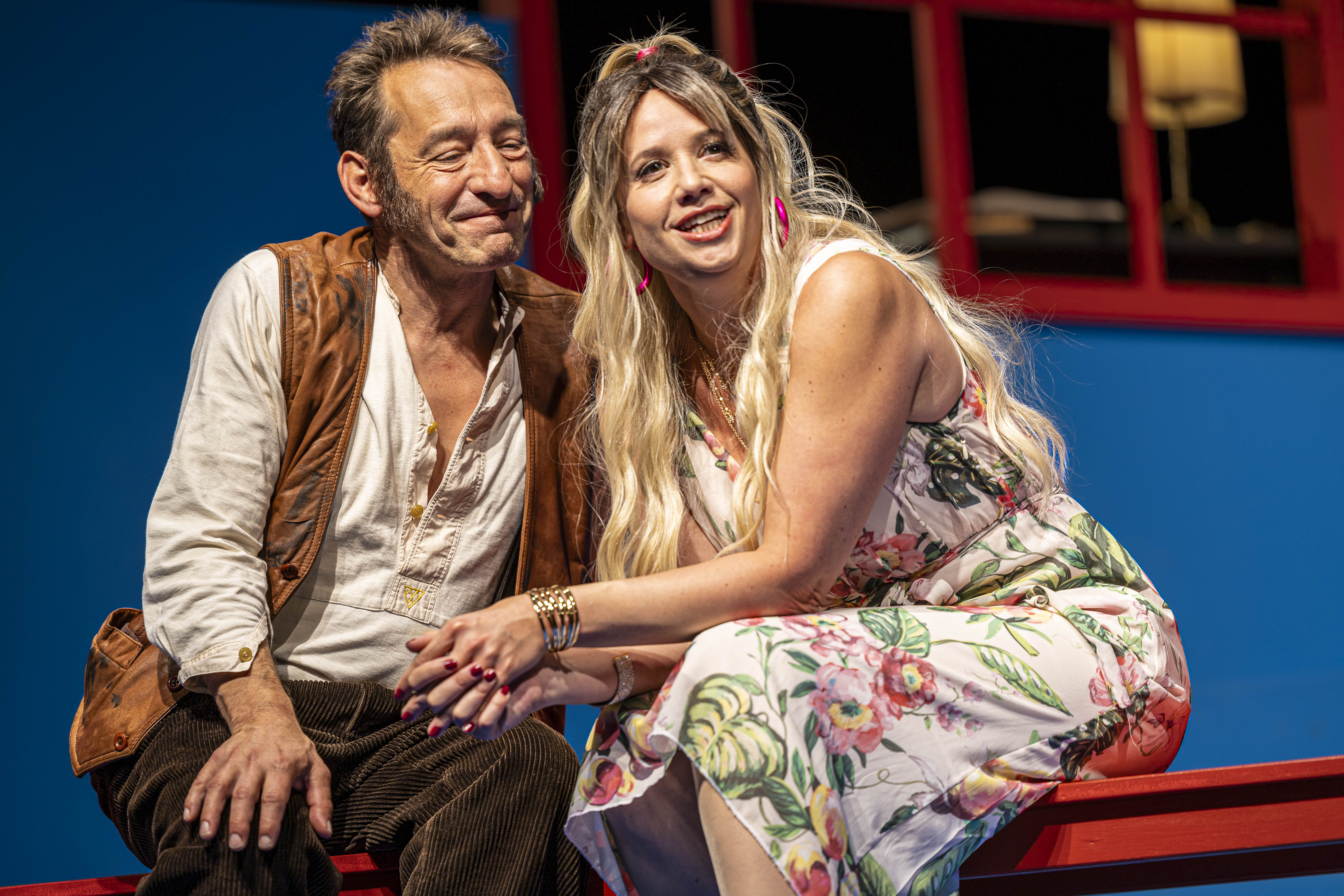
Boris Aljinovic, Dagmar Bernhard, Regie und Bühne Anatol Preissler (Schlosspark Theater 2023)

Iwán Petrówitsch Wojnízkij verwaltet seit Jahren dienstbeflissen das Gut seiner inzwischen verstorbenen Schwester. Er finanziert damit Karriere und Stadtleben seines Schwagers, des Kunstprofessors Serebrjaków, den er jahrelang verehrt und zusammen mit seiner Mutter, María Wassíljewna, durch Übersetzungen und Korrekturen auch wissenschaftlich unterstützt hat. Seine Nichte Sonja, die Tochter des Professors und rechtmäßige Eigentümerin des Gutes, ist bei ihrem Onkel Wanja (und ihrer Amme Marina) auf dem Gut aufgewachsen. Das inzwischen erwachsene, nicht allzu hübsche Mädchen, das in die Verwaltung des Gutes engagiert eingebunden ist, schwärmt seit Langem für den Bezirksarzt Astrow, der – mit Wanja befreundet – gelegentlich zu Besuch kommt. Ástrow aber, ein engagierter Naturschützer und Vegetarier, der hoffnungslos überarbeitet und, von dem stumpfsinnigen Landleben verbittert, zum Trinker geworden ist, nimmt Sonja kaum wahr und hat überdies mit der Liebe abgeschlossen.
In das monotone und arbeitsame Landleben kommt erst Bewegung, als sich der in den Ruhestand getretene Professor Serebrjaków in Begleitung seiner zweiten Frau, der jungen und sehr schönen Jeléna, auf das Gut zurückzieht – „unfreiwillig natürlich; das Leben in der Stadt ist halt zu teuer“. Wojnízkij ist fasziniert von der begehrenswerten Jeléna, die in ihm aber nur den Freund sieht und seine Avancen und Liebesbekundungen rüde zurückweist. Andererseits muss Wojnízkij auch erkennen, dass seine Verehrung für den Professor völlig überzogen war: der hypochondrische Emeritus hat sich zwar nicht (wie von Wojnízkij erwartet) den wissenschaftlichen Weltruhm, dafür aber ein illustres Leben und die besten Frauen (Wanjas Schwester sowie die schöne Jeléna, darüber hinaus die anhaltende Verehrung seitens seiner Schwiegermutter María Wassíljewna) gesichert.
Seit Serebrjaków auf dem Gut ist, hat sich hier eine allgemeine Trägheit breitgemacht. „Alles kümmerte sich einen Sommer lang nur um die Gicht Ihres Mannes und um Sie“, sagt Astrow im Schlussakt zu Jeléna, die ihn zuerst langsam und schließlich vollständig in ihren Bann zieht – und am Ende seinetwegen sogar beginnt, die Treue zu ihrem Mann zu überdenken.
Als Serebrjaków eröffnet, dass er das Gut verkaufen und das Geld in Aktien anlegen will, um sich wieder ein Leben in der Stadt zu finanzieren, eskaliert die Situation vollkommen unerwartet. Wojnízkij, der in der vorangehenden Szene seine angebetete Jeléna und seinen Freund Astrow in kompromittierender Pose entdeckt hat und dadurch bereits emotional am Boden zerstört ist, fühlt sich durch den Verkauf auch seiner materiellen Grundlage und seines eigenen, wenn auch unfreiwilligen, Lebenswerks (der Finanzierung und schuldenfreien Erhaltung des Gutes) beraubt. In einer Kurzschlusshandlung greift Wojnízkij zur Waffe und schießt zweimal auf den Professor – allerdings ohne zu treffen. „Ein Leben vertan!“, ruft der Schöngeist vorher aus, „mein Talent, meine Intelligenz, meinen Wagemut! Hätte ich normal gelebt, ich wäre ein Schopenhauer geworden, ein Dostojewski wäre ich geworden!“.
Wojnízkij hadert mit sich und seiner Situation. Abwechselnd denkt er an Selbstmord oder sucht nach einem neuen Impuls: „Die Vergangenheit – verweht. Ganz von vorne beginnen.“ Doch sein Freund Astrow, dem er wie Jeléna vergibt, holt ihn auf den Boden der Tatsachen zurück mit der bitteren Erkenntnis: „Wir beide sind doch am Ende“. Auf Visionen ist nicht (mehr) zu hoffen, es bleibt nur die platte Existenz. Als Serebrjaków mit seiner Gattin abreist, bestätigt ihm Wojnízkij: „Alles wird genau wie früher sein“. Gemeinsam mit Sonja wird er weiterhin das Gut bewirtschaften und den Ertrag an Serebrjaków schicken. Nichts hat sich geändert, alles bleibt beim Alten.
Nur – wie soll man den gemächlichen Lauf der immer gleichen Tage, die allmählich zurückkehrende Routine ertragen, nachdem das Leben für kurze Zeit einen Sinn gehabt zu haben schien und ihn nun endgültig verloren hat? Sonja versucht, Wanja und sich selbst mit der Aussicht auf ein erfüllendes Jenseits zu trösten: „Wir werden zur Ruhe kommen!“ Allein die alte Amme Marina erhält einen Schimmer von Hoffnung aufrecht, der in menschlicher Wärme und Mitgefühl begründet liegt: Gott ist gnädig. Gegen Kummer hilft Lindenblütentee.
Anmerkungen:
1. ↑  So sagt Astrow es zu Mariana im Eröffnungsdialog: „Will nichts brauchen, nichts wollen, niemanden lieben“
2. ↑  So charakterisiert Wojnízkij den Zustand in seinem Einführungsmonolog im ersten Akt
3. ↑  Dass Serebrjaków ein akademischer Scharlatan ist, der, wie Wojnízkij sagt, „von Kunst keinen blassen Schimmer“ hat, ist die Perspektive und Erkenntnis Wojnízkijs. Das Stück lässt diese Deutung zu; ebenso deutbar ist aber auch, dass der Professor durchaus respektable wissenschaftliche Arbeit leistet, Wojnízkij dies aber nicht mehr goutiert. Wojnízkij hat Serebrjaków für einen wissenschaftlichen Gott (in heutiger Zeit vielleicht einen sicheren Nobelpreisträger) gehalten. Ein solcher Ausnahmeforscher ist er sicher nicht, aber es gibt damals wie heute sehr viele brav forschende Professoren, die gute Wissenschaftler sind und doch niemals Nachruhm erlangen. Zu dieser Gruppe kann Serebrjaków gut gehören. Wojnízkij ist enttäuscht, weil er für Serebrjaków gearbeitet und nicht versucht hat, selbst Ruhm zu erlangen.
4. ↑  Auch für die Beziehung zwischen Astrow und Jeléna lässt der Text ein breites Deutungsspektrum zu. Von wechselseitiger Liebe oder sexueller Begier bis hin zu einer bloßen erotischen Spielerei sind zahlreiche Interpretationen und Inszenierungsmöglichkeiten absolut offen.
5. ↑  „Das Gut ist schuldenfrei und noch beisammen – und das ist allein mein Verdienst“ formuliert Wojnízkij in der Konfrontation mit dem Professor
6. ↑  Der Professor, der die vorhergehende Szene nicht kennt, versteht zu Recht nicht, warum Wojnízkij so überreagiert.
7. ↑  Dieser Aufschrei zeugt nicht allein von der Verzweiflung einer einzelnen Persönlichkeit: Vielmehr bringt es das Lebensgefühl am Ende einer großen Epoche zum Ausdruck, auf die nichts zu folgen scheint.
8. ↑  Wobei alle (inklusive Tschechow und die Leser) wissen, dass dieser Versuch nicht gelingen kann.

Alle Übersetzungen dieses Abschnitts stammen aus der Übersetzung von Alexander Nitzberg (2005), vertreten durch den Drei Masken Verlag München.

## Deutungsmuster
Wie für alle Tschechow-Stücke gibt es auch für „Onkel Wanja“ keine eindeutig verbindliche Interpretation. Die folgenden Stichworte sind somit als deutende Hinweise zu verstehen.
Zeit
„Onkel Wanja“ spielt am Ende einer Epoche – das nahe Ende ist bereits spürbar, aber es zeichnet sich noch nichts Neues ab. So dominiert eine lethargische Grundstimmung. Die ersten beiden Akte spielen zur Zeit der Heuernte – Junistimmung liegt über dem Land, man wartet auf das Reifen und den Sommer. Das Gewitter, das im zweiten Akt aufzieht, entlädt sich nicht richtig; es reicht nur aus, um die Heuernte zu verregnen und damit die notwendige Arbeit zu verhindern. Die beiden Schlussakte spielen im Herbst. Wanja bringt Jeléna rote Herbstrosen. Doch es ist nichts gewachsen, es wird nichts geerntet. Der Abschied zur Herbstzeit bringt keine Erlösung. Die Schlussszene deutet eher Winterstarre an: kalte, arbeitsame, lange Abende.
Nomen est omen
Die Namen der handelnden Personen sind sprechender, vorausdeutender Art. Der Name Onkel Wanja ist in dem Stück die von Sonja gebrauchte Koseform zu Wojnízkij, was wörtlich Krieger bedeutet, abgeleitet von slawisch Wojnízkij (russisch „война“ Krieg). Im Namen Serebrjaków, des alternden Professors steckt (russisch „Серебря“) Silber, als Attribut des Mondes und damit Gegengestirn zu Jelena, von Helena, die Sonnegleiche. Der Arzt Astrow von lateinisch astro: Stern. Der Name des verarmten Gutsbesitzers Telegin (russisch „Телеги“) bedeutet so viel wie der alte Karren. Telegin nimmt in dem Stück eine klassische Bühnenrolle der Commedia dell’Arte die Figur des Harlekin oder Hanswursts ein.
Die Tat
Tun oder Nichtstun ist ein Grundthema des Stückes. Im Lauf der Handlung haben alle Beteiligten (bis auf Marina) ihre Tätigkeiten (forschen, heilen, das Gut verwalten) eingestellt. Ein Schlüsselsatz ist im vierten Akt Serebrjakóws Man muss etwas tun!.
Leid und Unglücklichsein
Die Charaktere klagen auf hohem Niveau. Als Aristokraten und Intellektuelle stehen sie an der Spitze einer Gesellschaft, in der viele im Dreck schlafen und um jeden Bissen kämpfen müssen. Tschechow thematisiert das im Stück verschiedentlich und entlarvt so das Unglück der Charaktere als Dekadenzphänomen. Gleichzeitig ruft er die wohlhabende Gesellschaftsschicht damit aber auch dazu auf, ihre Möglichkeiten zu erkennen und zu nutzen, anstatt in nutzlosem Selbstmitleid zu versinken.
Hauptperson
Onkel Wanja ist zwar der Titelheld der Geschichte, aber nicht unbedingt deren Hauptperson. Ebenso gut können auch Astrow (der im zugrundeliegenden Drama der Waldschrat noch Titelheld ist), der Professor, Jeléna oder Sonja als Haupthelden (oder besser Anti-Helden) inszeniert werden. Der Titel deutet diese Offenheit bereits an: „Onkel“ Wanja ist keine Selbstbezeichnung, sondern die Perspektive der Sonja. Bezüglich Sprech- und Bühnenanteilen sind Wanja, Astrow, Jeléna und Sonja ungefähr gleich gewichtet.
wohlwollende Charakterzeichnungen
Tschechow zeichnet alle seine Charaktere so, dass man sie mögen kann. Es gibt im Stück nicht (oder nicht zwingend) einen bösen Charakter. Vielmehr sind alle (außer Telegin und Marina) an ihren eigenen Ansprüchen und Erwartungen gescheitert; nicht oder nicht mehr fähig, ihr Potential auszufüllen. Doch auch wenn sie sich selbst dafür verachten mögen – Tschechow verachtet sie nicht, er leidet vielmehr mit und lässt auch den Leser mitleiden (auf dass er bestenfalls für sich selbst daraus lerne).
komische Käuze
Der Arzt Astrow, der häufig als Alter Ego des Arztes Tschechow gelesen wird, beschreibt sich am Anfang des Stückes gegenüber Marina: Eh du dich versiehst, bist du selbst so ein komischer Kauz (andere übersetzen hier Sonderling). Wie Astrow erscheinen alle Charaktere als komische Käuze, auf je eigene Weise und mit ihren eigenen Marotten sonderbar.
Dramaturgie, Wirkung
„Der Konflikt musste nicht unbedingt als Handlung der Figur kollidierend nach aussen treten, sondern wird als innerer Konflikt auch an Handlungen ohne dramatische Konsequenzen erkennbar. Mit dem Wegfall der Eindeutigkeit ihres dramatischen Handelns können die widersprüchlichsten Charaktere den Konflikt in sich tragen.
Anton Tschechows Stücke mit ihren zugunsten der psychologischen Figurenporträts entdramatisierten Fabeln hatten einen bedeutenden Einfluß auf die psychologisch orientierten amerikanischen Dramatiker Eugene O’Neill, Thornton Wilder, Tennessee Williams, Arthur Miller (..).“

## Inszenierungen (Auswahl)
- 1988: Münchner Kammerspiele, Regie: Hans Lietzau
- 1998: Schaubühne am Lehniner Platz, Regie: Andrea Breth[3] mit Joachim Bissmeier, Corinna Kirchhoff, Inka Friedrich, Elisabeth Orth, Wolfgang Michael, Mathias Gnädinger
- 2000: Brooks Atkinson Theatre, New York, Regie: Michael Mayer[4]
- 2003: Bayerisches Staatsschauspiel München, Regie: Barbara Frey, mit Rainer Bock, Sunnyi Melles, Helga Grimme, Thomas Holtzmann, Stefan Hunstein, Elisabeth Rath, Anna Schudt, 2004 zum Berliner Theatertreffen eingeladen[5]
- 2004: Schauspiel Leipzig, Regie: Markus Dietz[6]
- 2008: Deutsches Theater Berlin, Regie: Jürgen Gosch, mit Jens Harzer, Ulrich Matthes, Constanze Becker, Meike Droste, Christian Grashof u. a.[7], 2008 zum Berliner Theatertreffen eingeladen[8], 2008 von der Fachzeitschrift Theater heute zur Inszenierung des Jahres gewählt[9]
- 2012: Burgtheater Wien (Akademietheater), Regie: Matthias Hartmann, mit Gert Voss (ab Jänner 2014 Peter Simonischek), Michael Maertens, Nicholas Ofczarek, Caroline Peters, Sarah Viktoria Frick u. a.[10]
- 2012: Ohnsorg-Theater in einer plattdeutschen Übersetzung[11]
- 2013: Schauspiel Stuttgart, Regie: Robert Borgmann, mit Elmar Roloff, Sandra Gerling, Katharina Knap, Susanne Böwe, Peter Kurth, Thomas Lawinky, Michael Stiller, 2014 zum Berliner Theatertreffen eingeladen[12]
- 2018: Wiener Festwochen als Theater Performance „Chekhov: Fast & Furious“[13][14], Regie: Superamas
- 2021/2022: Theater Basel, Inszenierung von Antú Romero Nunes in einer schweizerdeutschen Fassung von Lucien Haug[15][16]
- April 2023: Onkel Wanja. Schauspiel Dortmund  - Dortmund Drama Theater. Dramaturgie Marie Senf.  Regie und Video Design Rikki Henry.

## Verfilmungen
Es gibt zahlreiche Verfilmungen des Stoffs. Erwähnenswert sind:
- Onkel Wanja – Szenen aus dem Landleben (1965), von Peter Beauvais
- Onkel Vanja (1967), von Johan Bergenstråhle
- Onkel Wanja – Szenen aus dem Landleben (1968), von Wolfgang Lesowsky und Heinrich Schnitzler
- Onkel Wanja (1970), von Andrei Sergejewitsch Michalkow-Kontschalowski
- Onkel Vanja (1971), von Leon Feder
- Onkel Wanja (1979), von Dieter Giesing
- Onkel Wanja – Szenen aus dem Landleben (1986), von Georgy Tovstonogov
- Onkel Vanja (1994), von Björn Melander
- Vanja auf der 42. Straße (1994), von Louis Malle
- Onkel Wanja (2004), von Barbara Frey
- Onkel Wanja (2017), von Anna Martinetz

## Deutschsprachige Hörspielbearbeitungen
- 1929: Onkel Wanja. Komödie in vier Aufzügen – Regie: Rudolf Hoch (Deutsche Stunde in Bayern – Livesendung ohne Aufzeichnung)
- 1954: Onkel Wanja – Bearbeitung (Wort): Hans-Jochen Schale; Regie: Walter Knaus (SDR)
- 1959: Onkel Wanja. Szenen aus dem Landleben – Bearbeitung (Wort): Erika Kähler; Regie: Herwart Grosse (Rundfunk der DDR)
- 1978: Onkel Wanja – Bearbeitung und Regie: Klaus Gmeiner (ORF Salzburg)

Quellen: ARD-Hörspieldatenbank für die deutschen und Ö1-Hörspieldatenbank für die österreichischen Produktionen

## Ausgaben
- Anton Tschechow: Onkel Wanja, Szenen aus dem Landleben in vier Akten. (Originaltitel: Дядя Ваня (Djadja Vanja), übersetzt von Hans Walter Poll). In: Reclams Universal-Bibliothek RUB 8738 Reclam, Stuttgart 1986, ISBN 978-3-15-008738-1.
- Anton Pavlovič Čechov: Onkel Vanja, Szenen aus dem Landleben in vier Akten. (Originaltitel: Дядя Ваня (Djadja Vanja), übersetzt von Peter Urban). In: detebe Nr. 20093, 8. Auflage, Diogenes, Zürich 2004, ISBN 978-3-257-20093-5.
- Anton Tschechow: Drei Schwestern und andere Dramen: Die Möwe / Onkel Wanja / Der Kirschgarten (Übersetzt von Andrea Clemen). 5. Auflage, Fischer-Taschenbuch 12925, Frankfurt am Main 2008, ISBN 978-3-596-12925-6.
- Anton Tschechow: Die großen Dramen [enthält: Platonow oder Der Anarchist als Liebhaber; Iwanow; Die Möwe; Onkel Wanja; Die drei Schwestern; Der Kirschgarten] (Übersetzt von Thomas Brasch), 2. Auflage, Insel Taschenbuch 2989, Frankfurt am Main / Leipzig 2003, ISBN 978-3-458-34689-0.
- Bodo Zelinsky: Tschechows Dramen [Die Möwe, Onkel Wanja, Drei Schwestern, Der Kirschgarten]. In: Reclams Universal-Bibliothek Nr. 17523, Interpretationen. Reclam, Stuttgart 2003, ISBN 978-3-15-017523-1.